# Список міністрів закордонних справ Бангладеш
Список міністрів закордонних справ Бангладеш

## Міністри закордонних справ Бангладеш
1. Кандакар Муштак Ахмед — (1971);
2. Абдус Самад Азад — (1971–1973);
3. Камаль Хуссайн — (1973–1975);
4. Чоудхурі Абу Саєд — (1975);
5. Абу Садат Мухаммед Саєм — (1975–1977);
6. Мухаммед Шамсул Хак — (1977–1981);
7. Хумаюн Рашид Чоудхурі — (1981–1982);
8. Атауль Карім — (1982);
9. Амінур Рахман Шамс-уд Доха — (1982–1984);
10. Хуссейн Мухаммад Ершад — (1984–1985);
11. Хумаюн Рашид Чоудхурі — (1985–1988);
12. Анісул Іслам Махмуд — (1988–1990);
13. Фахруддін Ахмед — (1990–1991);
14. Мустафі Асур Рахман — (1991–1996);
15. Мухаммед Хабібур Рахман — (1996);
16. Абдус Самад Азад — (1996–2001);
17. Латіфур Рахман — (2001);
18. Бадруддоза Чоудхурі — (2001);
19. Моршед Хан — (2001–2006);
20. Яджуддін Ахмед — (2006–2007);
21. Фахруддін Ахмед — (2007);
22. Іфтекхар Ахмед Чоудхурі — (2007–2009);
23. Діпу Моні — (2009–2013).
24. Абул Хассат Махмуд Алі — (2013–2019)
25. АК Абдул Момен[en] — з 7 січня 2019